# Certeza
Certeza (en français : « certitude ») est une revue littéraire créée à Praia (Cap-Vert) en 1944. Quoique éphémère et de moindre notoriété que sa devancière Claridade fondée en 1936, elle a néanmoins fait date dans l'histoire de la littérature cap-verdienne.
Son directeur est Eduino Brito Silva, son rédacteur en chef Joaquim Ribeiro. Le premier numéro paraît en mars 1944. Il contient notamment « Acêrca da Mulher », une réflexion sur la condition féminine de Orlanda Amarílis. Le second numéro est publié en juin 1944. La revue est interdite par la censure dès le troisième numéro de janvier 1945. Il contenait un texte de Henrique Teixeira de Sousa, Homens de hoje.